# Tanja Coblenzer
Tanja Coblenzer (* 10. Juli 1985) ist eine ehemalige deutsche Fußballspielerin, die von 2004 bis 2010 beim VfL Sindelfingen unter Vertrag stand.

## Karriere
Sie bestritt insgesamt exakt 100 Spiele für Sindelfingen, darunter in der Saison 2005/06 auch 17 Erstligapartien. In den Saisons 2004/05, 2006/07 und 2007/08 konnte sie sich jeweils unter den fünf besten Torjägerinnen der 2. Fußball-Bundesliga Süd platzieren. In ihrer letzten Saison für Sindelfingen kam Coblenzer nur noch zu drei Einsätzen als Einwechselspielerin uns blieb dabei ohne Torerfolg.
Ab der Saison 2010/11 spielte sie für die SV Böblingen. Anfang 2012 schloss sie sich dem Karlsruher SC an, mit dem sie noch im selben Jahr in die Regionalliga aufstieg. und den Club nach der Saison wieder verließ. 2012/13 spielte sie noch einmal eine Saison für die SV Böblingen und erzielte dabei 26 Tore.